# Ericaceae

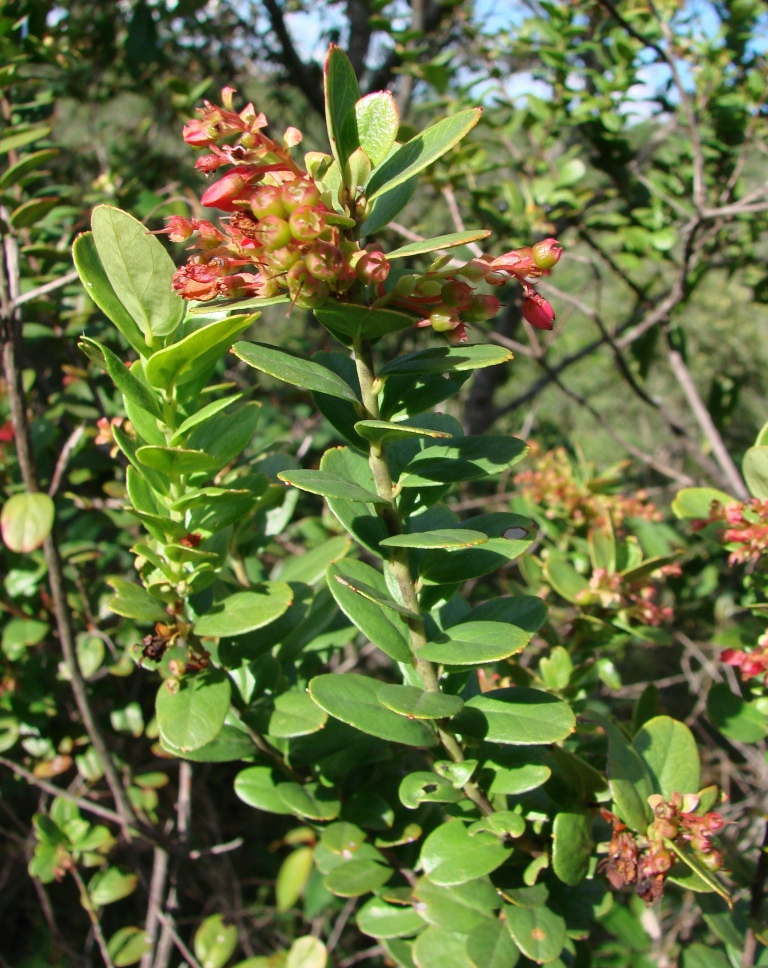
Gaylussacia brasiliensis.

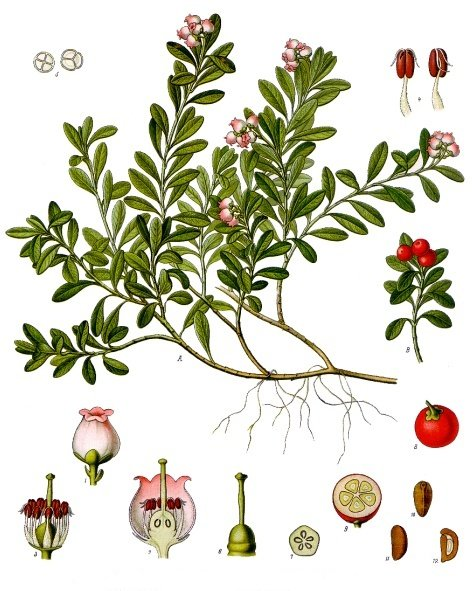
Arctostaphylos uva-ursi (ilustração do Köhler's Medizinal Pflanzen).

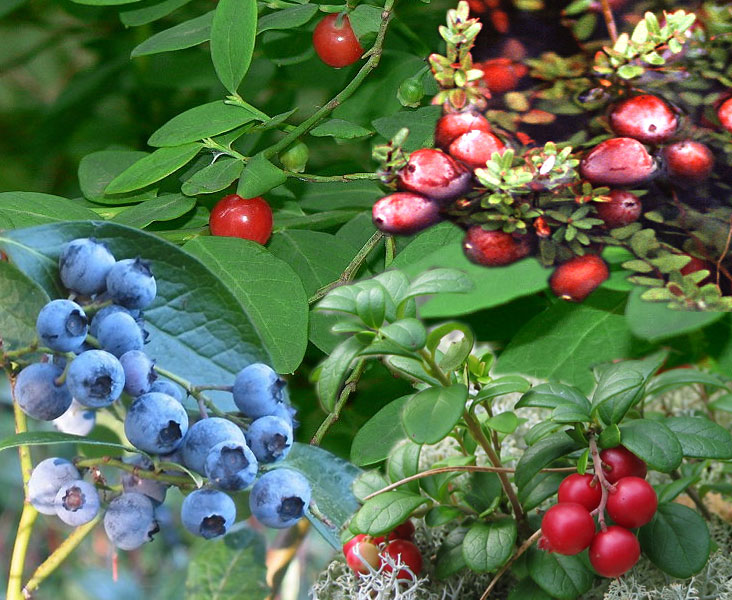
Os frutos de várias espécies de Vaccinium (do topo à direita): Oxycoccus (airela), Vaccinium parvifolium, Vaccinium myrtillus (mirtilo) e Vaccinium vitis-idaea (arando-vermelho).

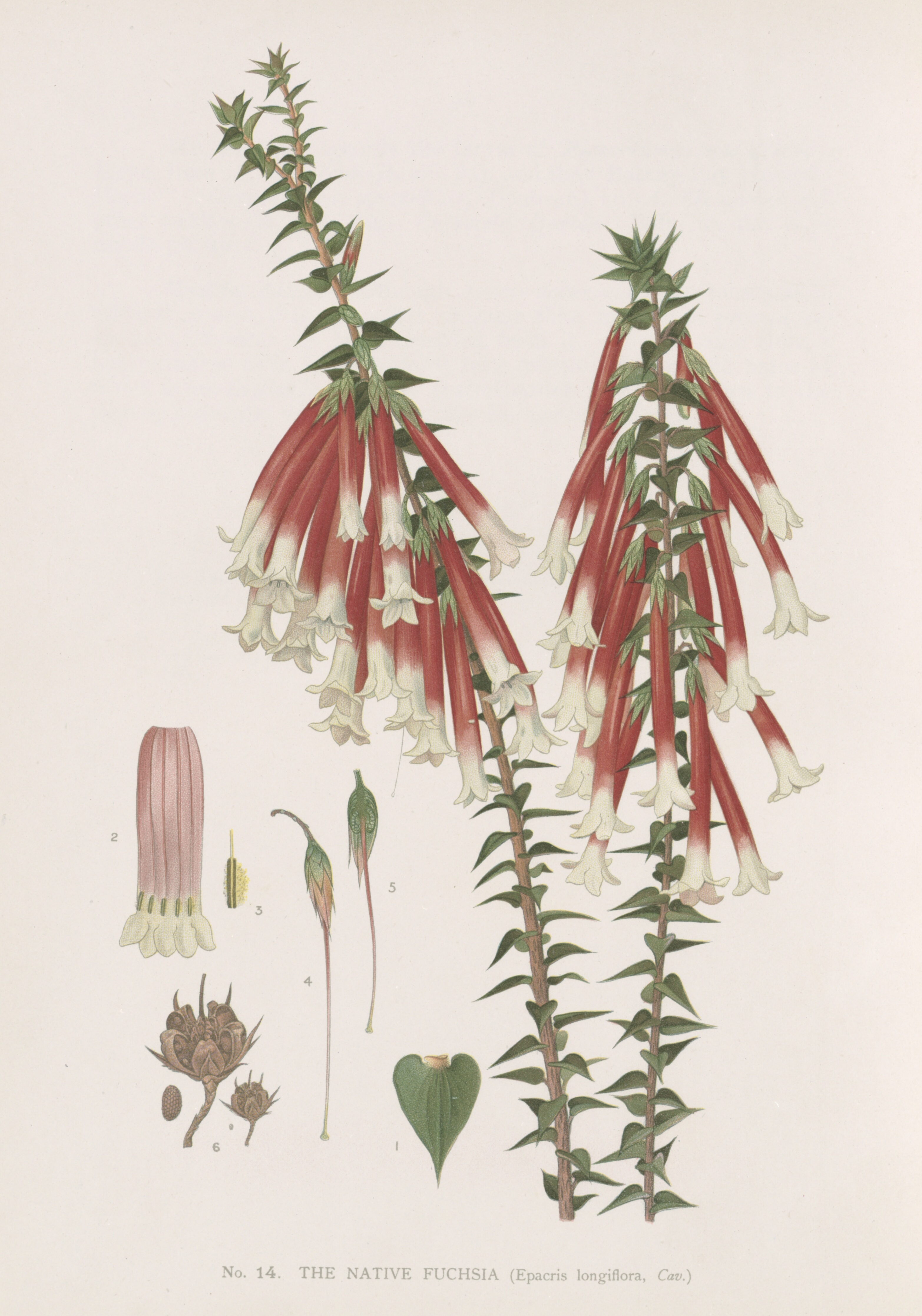
Ilustração de Epacris longiflora.

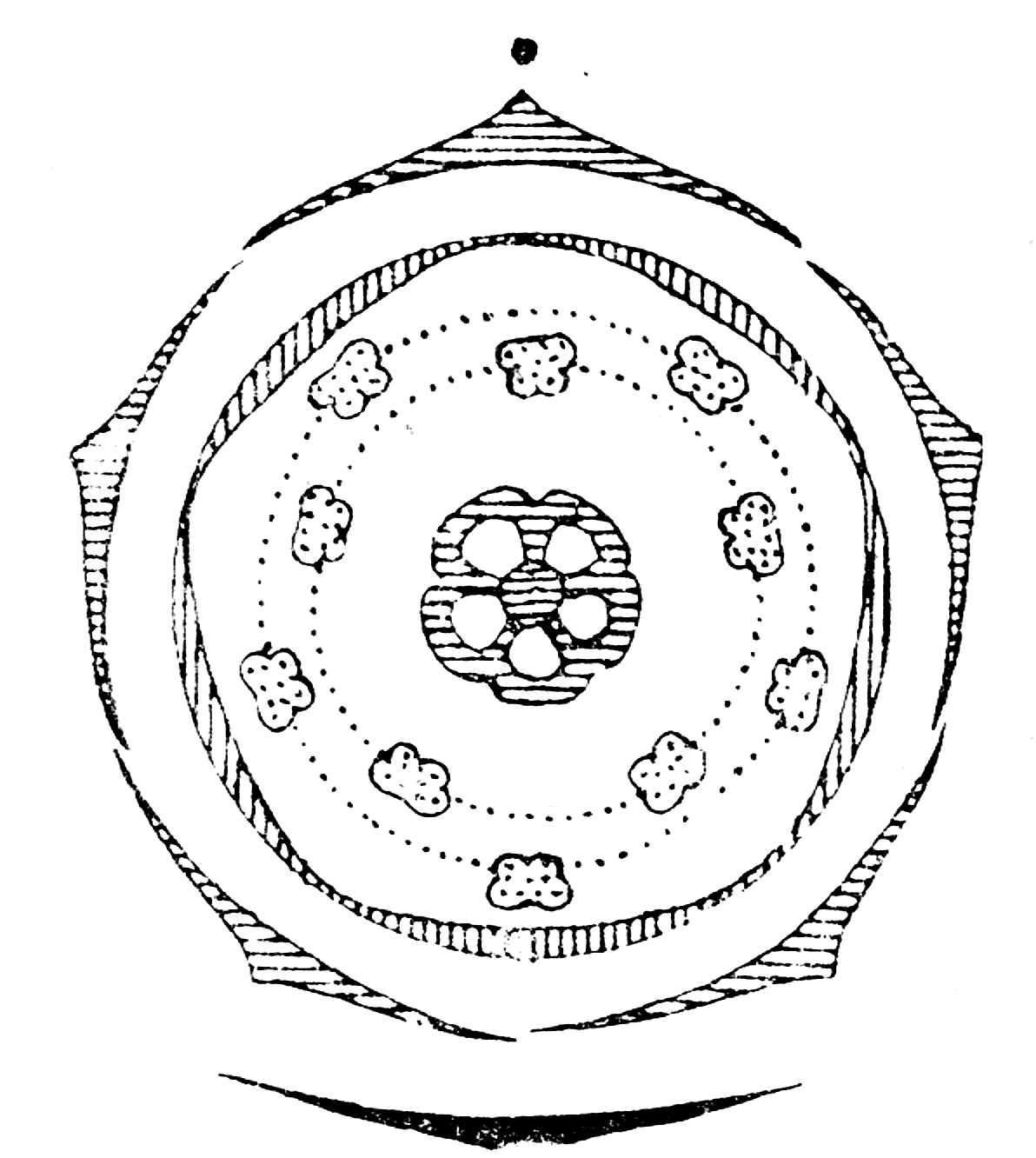
Diagrama floral de Vaccinium.

Ericaceae (nome comum: ericáceas ) é uma família de plantas com flor (angiospérmicas) pertencente à ordem Ericales. O grupo é constituído por cerca de 126 géneros e mais de 3995 espécies. A família inclui múltiplas espécies ornamentais e com interesse como planta medicinal, entre as quais os rododendros, as azáleas, os mirtilos e o medronheiro. Com distribuição cosmopolita, a família integras maioritariamente espécies que ocorrem em solos ácidos. No Brasil ocorrem 12 géneros que englobam 98 espécies, sendo 71 endemismos, e inclui espécies muito comuns, como a Gaylussacia brasiliensis.

## Descrição
Na ampla circunscrição taxonómica presentemente usada para definir a família Ericaceae, no presente essencialmente assente em estudos de genética molecular, existem poucos caracteres morfológicos comuns a todas as subfamílias. A subfamília Monotropoideae, cujas espécies praticam a mico-heterotrofia, desvia-se fortemente das características mais gerais da família.
Os membros da família Ericaceae são maioritariamente plantas perenes (não perdem as folhas no decurso do seu ciclo vegetativo) e lenhosas, que podem ser monoicas (plantas hermafroditas) ou dioicas (com plantas masculinas e femininas). Em geral são arbustos, subarbustos ou árvores de pequeno porte, mas o género inclui também algumas lianas. Embora a maioria seja terrícola, algumas são rupícolas, epífitas ou hemiepífitas.
As espécies dessa família ocupam frequentemente solos ácidos e pântanos secos ou episodicamente alagados. Algumas espécies não apresentam clorofila, dependendo de interações mutualísticas com fungos do édafon, especialmente dos fungos formadores de micorrizas arbusculares, das quais existe uma tipologia específica das Ericaceae, conhecidas por micorrizas ericoides. Algums espécies podem ser micoparasíticas. Mesmo espécies que possuem o pigmento fotossintetizante, especialmente em solos ácidos, formam micorrizas com fungos.
A distribuição geográfica da família Ericaceae é do tipo cosmopolita, com espécies presentes em todos os continentes, com excepção da Antártida, em regiões temperadas e tropicais, embora nestas esteja presentes principalmente em regiões montanhosas. Apesar de poder ser considerada uma família cosmopolita, os seus centros de diversidade estão na África do Sul, leste da América do Norte, leste Asiático e Austrália. No Brasil, as espécies estão distribuídas em maior quantidade nos domínios vegetais da Mata Atlântica e Cerrado, mas são também encontradas na Amazónia e Caatinga.

### Morfologia
Hábito
São principalmente plantas lenhosas, maioritariamente perenes, raramente decíduas, em geral arbustos ou pequenas árvores (muitas vezes parecidas com a urze, com um hábito típico que é designado por ericoide), raramente lianas ou epífitas. Os caules são mais ou menos em forma de lápis ou às vezes distintamente alados. As espécies herbáceas são menos comuns nesta família. As espécies da subfamília Monotropoideae são plantas carnosas, sem clorofila, micotróficas.
Algumas espécies formam rizomas, estolões ou tubérculos hipocótilos lenhosos, que podem ter diâmetro de até 1 metro. As partes juvenis das plantas são geralmente peludas, com tricomas simples ou escamas, alternando entre estruturas multiceluladas e uniceluladas, que às vezes também podem ser glandulares.
Folhas
As folhas são simples, sem estípulas ou com pequenas estípulas próximo das gemas, com filotaxia que vai de folhas alternas e dispostas em espiral a folhas dispostas em duas linhas, raramente opostas ou em verticilos. Os pecíolos são diferenciados ou ausentes. A lâmina foliar é simples, de pequena a muito grande, coriácea ou herbácea, com venação peninérvea paralela ou palmada. A margem da folha é geralmente lisa ou enrolada, raramente serrilhada ou entalhada. As folhas jovens são geralmente de cor avermelhada. Em espécies parasíticas a lâmina foliar é reduzida.
Flores
Podem apresentar diversos tipos de inflorescência, mas raramente ocorrem também flores solitárias. As inflorescências são geralmente longas e pendentes, múltiplas, podendo ser axilares ou terminais, maioritariamente racemosas, em espiga, capitadas, em corimbo ou paniculadas. Apresentam brácteas duráveis ou caducas, muitas vezes duas brácteas por flor.
As flores, geralmente pedunculadas, com pedicelo e brácteas, quase sempre inodoras, são na sua maioria hermafroditas ou, mais raramente, funcionalmente unissexuais. Apenas o género Epigaea é dioico. 
As flores são geralmente pentâmeras (raramente 3- a 7-meras), maioritariamente com duplo perianto, com simetria radial (flores actinomorfas) ou mais raramente com um gru ligeiro de zigomorfia, embora na tribo Rhodoreae as flores sejam zigomórficas (por exemplo, algumas espécies do género Rhododendron). Geralmente há cinco (quatro a sete), sépalas, geralmente fundidas, embora em diversos géneros sejam livres. A maioria das espécies apresenta cinco (três a sete) pétalas fundidas. As pétalas e sépalas são bem distintas em forma e cor, produzindo flores que são classificadas como diclamídeas e heteroclamídeas. O cálice (conjunto de sépalas) apresenta geralmente cinco sépalas (variando de dois a sete) e a corola (conjunto de pétalas) geralmente cinco pétalas (algumas não possuem pétalas, podendo o número variar de duas até sete). As pétalas também podem ser classificadas como gamopétalas, pois em geral não são livres.
Um hipanto pode estar presente. As flores raramante apresentam nectários extraflorais, mas é frequente a presença de um disco proeminente formador de néctar. Também possuem regiões de produção de néctar ao redor da base ou do ápice do ovário.
Geralmente existem dois verticilos, cada um com quatro a cinco estames livres e férteis, cinco maiores e cinco menores, com inserção geralmente na base das pétalas. As anteras têm deiscência poricida ou longitudinal, predominando as poricidas. Contudo, por exemplo, em Loiseleuria há apenas um verticilo com cinco estames haplostémonos, enquanto nas espécies da subfamília Styphelioideae estão presentes cinco, quatro ou apenas dois estames. Os estames são geralmente retos, ou raramente em forma de S, livres ou fundidos entre si, por vezes com esporões. Os grãos de pólen são geralmente agrupados em tétrades tetraédricas, raramente isolados.
O número de carpelos varia entre 2 e 10. Geralmente os carpelos são fundidos num sincarpo. O ovário pode ser súpero ou ínfero, com placentação axial (óvulos posicionados no eixo central do carpelo) ou parietal (óvulos posicionados na parede do carpelo). Apresentam de dois a dez lóculos por carpelo e podem ter um ou mais óvulos por lóculo, sendo que geralmente há muitos óvulos por compartimento ovariano, raramente apenas um, anátropos a campilótropos. O estilo geralmente termina num estigma capitado, raramente com pequenos lóbulos.
Frutos e sementes
Os frutos são loculicidas ou septicidas, geralmente em baga (mirtilo por exemplo), cápsula ou drupa, raramente nozes. Por vezes sépalas carnudas permanecem aderentes ao fruto. Normalmente há múltiplas sementes em cada fruto, mas em Gaylussacia ocorre apenas uma semente por fruto. 
As sementes são pequenas, com cerca de 1 a 1,5 mm de comprimento, endospérmicas, oleosas e proteicas. O endosperma é carnudo e o embrião reto é geralmente branco ou às vezes verde. No género Bejaria as sementes são aladas.
O número cromossómico básico é n = 6, 8, 11, 13, 19 ou 23.

### Bioquímica
Muitos táxons contêm elevadas concentrações de polifenóis, especialmento taninos, e diversos tipos de flavonóides e heterosídeos fenólicos (fenolglicosídeos e iridoides), por exemplo arbutina, pirosídeo e rododendrina. É também comum a presença de diterpenos venenosos, entre os quais o acetilandromedol, o composto, presente no Rhododendron ponticum, que torna o mel pôntico venenoso.

### Ecologia

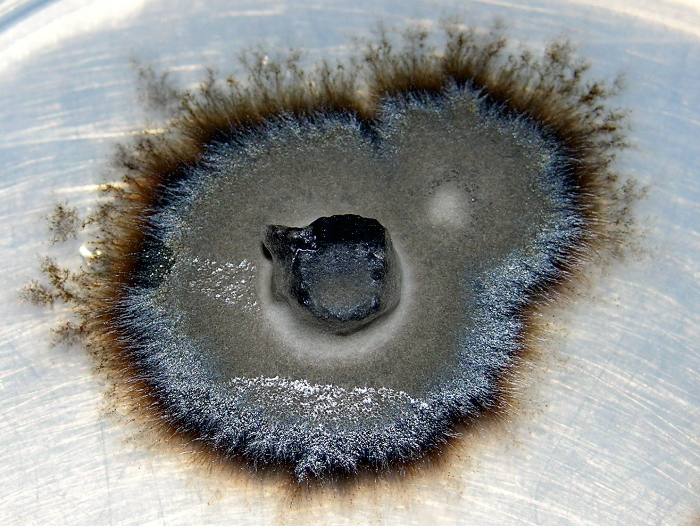
Um fungo formador de micorriza arbuscular ericoide isolado de Woollsia pungens.

As espécies desta família são frequentemente encontradas em solos ácidos e pobres em minerais, onde obtêm os nutrientes necessários recorrendo a associações simbióticas com fungos do biota do solo formadores de endomicorrizas.
Com algumas exceções, a polinização nos taxa com ovário súpero é feita por insetos (frequentemente por abelhas, o que revela a entomofilia da maioria das espécies desta família). A maior parte dos táxons com ovário inferior é ornitófila, sendo polinizada por beija-flores.
Muitas Ericaceae estão adaptadas a incêndios florestais, tendo desenvolvido mecanismos de resistência ao fogo. Por exemplo, as sementes de urze-comum germinam particularmente bem após estresse térmico, apenas para encontrar condições ideais de germinação como uma espécie sensível à competição no solo queimado.

## Usos
Algumas espécies produzem frutos comestíveis, como o mirtilo. Muitas outras são utilizadas como plantas ornamentais de interior e em parques e jardins. A espécie Gaultheria procumbens é utilizada para isolar o composto salicilato de metila.
Muitas espécies foram estudadas como potencial fonte de fármacos e algumas são usadas como planta medicinal em diversas medicinas tradicionais e alternativas. Por exemplo, são preparados produtos de ervanária a partir de Arctostaphylos uva-ursi (designados por ervae-ursi folium, folhas de uva-ursina), Vaccinium  (myrtilli fructus, frutas de mirtilo) e de Vaccinium vitis-idaea (como vitis ideae folium, folhas de mirtilo).

## Sistemática e distribuição
A espécies de plantas desta família são encontradas quase em todo o mundo, ocorrendo em todas as zonas climáticas e altitudes, exceto a zona de permafrost. Contudo, apenas algumas espécies ocorrem nas planícies tropicais. A família é considerada um grupo monofilético baseando-se em caracteres morfológicos e também em sequências de RNA ribossomais, com fortes indícios de ser um grupo natural.
A família Ericaceae foi proposta em 1789, como Ericae, por Antoine Laurent de Jussieu na sua obra Genera Plantarum tendo Erica L. como género tipo. Entre os sinónimos taxonómicos para Ericaceae Juss. contam-se: Vacciniaceae Lindl., Monotropaceae Nuttall, Pyrolaceae Dum. e Siphonandraceae Klotzsch.
As Ericaceae estão desde há muito classificadas na ordem de Ericales Bercht. & J.Presl, dentro da qual as Ericaceae formam um clado com as Clethraceae e as Cyrillaceae. A circunscrição taxonómica da família foi ampliada pela adição de diversas famílias nas últimas décadas em resultado dos estudos genéticos conduzidos pelo Grupo APG, dos quais resultou a inclusão das famílias Empetraceae, Epacridaceae, Monotropaceae, Prionotaceae e Pyrolaceae. Com essas inclusões, a família Ericaceae passou a incluir as antigas famílias: Andromedaceae, Arbutaceae, Arctostaphylaceae, Azaleaceae, Empetraceae, Epacridaceae, Hypopityaceae, Kalmiaceae, Ledaceae, Monotropaceae, Oxycoccaceae, Pyrolaceae, Rhododendraceae, Rhodoraceae, Salaxidaceae e Vacciniaceae.
Na alargada circunscrição taxonómica que resultou do Sistema APG IV, a família Ericaceae foi dividida em oito subfamílias, com um total de 24 tribos. A família inclui cerca de 126 géneros que agrupam cerca de 4 000 espécies.

### Subfamílias e tribos
Na sua presente circunscrição taxonómica a família Ericaceae está subdividida nas seguintes subfamílias e tribos:
- Subfamília Arbutoideae (Meisn.) Nied.: Difere das demais subfamílias principalmente pelo número reduzido de óvulos, com poucos ou mesmo apenas um por lóculo, e pelas folhas alternadas não reduzidas em forma de agulha (não "ericoides") e frutos que são bagas ou drupas.[12] Inclui uma única tribo:
  - Tribo Arbuteae Meisn.: com 6 géneros (Arbutus L., Arctostaphylos Adans., Arctous (A.Gray) Nied., Comarostaphylis Zucc., Ornithostaphylos Small, Xylococcus Nutt.)
- Subfamília Cassiopoideae Kron & Judd:
  - Tribo Cassiopeae H.T.Cox ex Stevens: com apenas um género:
    - Cassiope D. Don
- Subfamília Enkianthoideae Kron, Judd & Anderb.: As folhas alternadas ou pseudoverticiladas não são reduzidas em agulha (são não "ericoides"). Com apenas uma tribo:
  - Tribo Enkiantheae Stevens: com apenas um género:
    - Enkianthus Lour.
- Subfamília Ericoideae Link (incluindo Rhododendroideae (Juss.) Sweet): com cinco tribos:
  - Tribo Bejarieae Copeland: As pétalas são livres e as anteras não possuem apêndices. Contém três gêneros (Bejaria Mutis, Bryanthus J.G.Gmel., Ledothamnus Meisn.).
  - Tribo Empetreae D.Don: Com apenas dois ou três estames e dois carpelos e anteras sem apêndices. O fruto é uma drupa. Com 3-4 géneros (Ceratiola Michx., Corema D. Don, Diplarche Hook. f. & Thomson, Empetrum L.)
  - Tribo Ericeae DC. ex Duby: Anteras 0-2 apêndices. Agrupa cerca de três gêneros (Calluna Salisb., Daboecia D. Don, Erica L.)
  - Tribo Phyllodoceae Drude: Com cinco a dez estames e anteras sem apêndices. O fruto é uma cápsula. Contém sete géneros (Elliottia Muhl. ex Elliott, Epigaea L., Kalmia L., Kalmiopsis Rehder, Loiseleuria Desv., Phyllodoce Salisb., Rhodothamnus Rchb.)
  - Tribo Rhodoreae DC. ex Duby: Com 5 a 15 estames. As anteras não possuem apêndices. O fruto é uma cápsula. Contém, quando Diplarche e Menziesia são incluídos em Rhododendron, apenas dois gêneros (Rhododendron L. e Therorhodion (Maxim.) Small).[13]
- Subfamília Harrimanelloideae Kron & Judd: Com um único género:
  - Harrimanella Coville: Com duas espécies:
    - Harrimanella hypnoides (L.) Coville: Com distribuição natural na Sibéria, Finlândia, Islândia, Spitzbergen, Jan Mayen, Gronelândia, leste do Canadá e nordeste dos Estados Unidos.[14]
    - Harrimanella stelleriana (Pall.) Coville: Com distribuição natural na Sibéria, Japão e Alasca.[14]
- Subfamília Monotropoideae Kostel. (incluindo Pyroloideae): Plantas micotróficas. Agrupam 3 tribos:
  - Tribo Monotropeae Dum.: Sem clorofila. Contém cerca de 8 géneros (Allotropa Torr. & A. Gray, Cheilotheca Hook. f., Hemitomes A. Gray, Monotropa L., Monotropastrum Andres, Monotropsis Schwein. ex Elliott, Pityopus Small, Pleuricospora A. Gray).
  - Tribo Pterosporeae Baillon: Sem clorofila. Contém dois géneros (Pterospora Nutt. e Sarcodes Torr.)
  - Tribo Pyroleae Dum.: Com clorofila. Contém 4 géneros (Chimaphila Pursh, Moneses Salisb. ex Gray, Orthilia Raf., Pyrola L.)
- Subfamília Styphelioideae Sweet (sin.: Epacridoideae Link): Com folhas alternadas não reduzidas em agulha (não "ericoides"). Contém sete tribos com cerca de 35 géneros e mais de 420 espécies:
  - Tribo Archerieae Crayn & Quinn: Com apenas cinco estames, curtos e retos. Contém apenas um género (Archeria Hook. f.)
  - Tribo Cosmelieae Crayn & Quinn: Com cinco estames. Os frutos são cápsulas. Contém três géneros (Andersonia R. Br., Cosmelia R. Br. e Sprengelia Sm.)
  - Tribo Epacrideae Dum.: Com cinco estames. Os frutos são cápsulas. Contém cinco géneros (Budawangia I. Telford, Epacris Cav., Lysinema R. Br., Rupicola Maiden & Betche, Woollsia F. Muell.)
  - Tribo Oligarrheneae Crayn & Quinn: Com dois ou quatro estames. O estilete é muito curto. O fruto é uma drupa. Contém dois géneros (Needhamiella L. Watson, Oligarrhena R. Br.)
  - Tribo Prionoteae Drude: Com 5 estames longos. Contém dois géneros (Lebetanthus Endl., Prionotes R. Br.)
  - Tribo Richeeae Crayn & Quinn: Com 5 estames. O estigma é pequeno. O fruto é uma cápsula. Contém 3 géneros (Dracophyllum Labill., Richea R. Br., Sphenotoma (R. Br.) Sweet).
  - Tribo Styphelieae Bartl.: Com 5 estames. Os frutos são drupas de cores vivas. Contém cerca de 19 géneros (Acrotriche R. Br., Androstoma Hook. f., Astroloma R. Br., Brachyloma Sond., Coleanthera Stschegl., Conostephium Benth., Croninia J. M. Powell, Cyathodes Labill., Cyathopsis Brongn. & Gris, Decatoca F. Muell., Leptecophylla C. M. Weiller, Leucopogon R. Br., Lissanthe R. Br., Melichrus R. Br., Monotoca R. Br., Pentachondra R. Br., Planocarpa C. M. Weiller, Styphelia Sol. ex Sm., Trochocarpa R. Br.)
- Subfamília Vaccinioideae Am.: Com receptáculo epigíneo e estames com apêndices. Com cinco tribos:
  - Tribo Andromedeae Klotzsch: Os frutos são cápsulas. Contém dois géneros (Andromeda L., Zenobia D. Don).
  - Tribo Gaultherieae Nied.: Os frutos são cápsulas ou bagas. Contém 10 géneros (Chamaedaphne Moench, Diplycosia Blume, Eubotryoides (Nakai) H. Hara, Eubotrys Nutt., Gaulnettya Marchant, Gaultheria L., Leucothoe D. Don, Pernettya Gaudich., Pernettyopsis King & Gamble, Tepuia Camp).[15]
  - Tribo Lyonieae Kron & Judd: Os frutos são cápsulas. Contém 4 géneros (Agarista D. Don ex G. Don, Craibiodendron W. W. Sm., Lyonia Nutt., Pieris D. Don).
  - Tribo Oxydendreae Cox: Contém um único género:
    - Oxydendrum DC.: Com uma única espécie (Oxydendrum arboreum (L.) DC.). É uma árvore caducifólia com frutos em forma de cápsula.

  - Tribo Vaccinieae Rchb.: Os frutos são bagas ou drupas. É a maior tribo da família, com 32 géneros (Agapetes D. Don ex G. Don, Anthopteropsis A.C. Sm., Anthopterus Hook., Cavendishia Lindl., Ceratostema Juss., Costera J.J. Sm., Demosthenesia A.C. Sm., Didonica Luteyn & Wilbur, Dimorphanthera (F. Muell. ex Drude) F. Muell., Diogenesia Sleumer, Disterigma (Klotzsch) Nied., Gaylussacia Kunth, Gonocalyx Planch. & Linden, Macleania Hook., Mycerinus A.C. Sm., Notopora Hook. f., Oreanthes Benth., Orthaea Klotzsch, Pellegrinia Sleumer, Plutarchia A.C. Sm., Polyclita A.C. Sm., Psammisia Klotzsch, Rusbya Britton, Satyria Klotzsch, Semiramisia Klotzsch, Siphonandra Klotzsch, Sphyrospermum Poepp. & Endl., Symphysia C. Presl, Themistoclesia Klotzsch, Thibaudia Ruiz & Pav. ex J. St.-Hil., Utleya Wilbur & Luteyn, Vaccinium L.).[16]

### Distribuição
A tabela seguinte mostra a lista completa de géneros de acordo com a Germplasm Resources Information Network (GRIN) com indicação da afiliação à subfamília e tribo, bem como o número aproximado de espécies e sua área de distribuição:
| Nome científico                                                | Características | Subfamília e tribo                 | Imagem                                |
| -------------------------------------------------------------- | --- | ---------------------------------- | ------------------------------------- |
| Acrotriche R.Br.                                               | Cerca de 15 espécies, na Austrália | Styphelioideae Tribo Styphelieae   |                                       |
| Agapetes D.Don ex G.Don                                        | Cerca de 80 espécies, do leste dos Himalaias ao sudoeste da China e Indochina até ao Sueste Asiático                                                                                  | Vaccinioideae Tribo Vaccinieae     | Agapetes serpens                      |
| Agarista D.Don ex G.Don                                        | Cerca de 31 espécies, maioritariamente nas Américas | Vaccinioideae Tribo Lyonieae       | Agarista buxifolia                    |
| Allotropa Torr. & A.Gray                                       | Com apenas uma espécie, Allotropa virgata | Monotropoideae Tribo Monotropeae   | Allotropa virgata                     |
| Andersonia R.Br.                                               | Com cerca de 35 espécies, no oeste da Austrália | Styphelioideae Tribo Cosmelieae    |                                       |
| Andromeda L.                                                   | Com 1-2 espécies, nas zonas temperadas do Hemisfério Norte | Vaccinioideae Tribo Andromedeae    | Andromeda polifolia                   |
| Androstoma Hook. f.                                            | Com Apenas uma espécie, na Nova Zelândiad Androstoma empetrifolia Hook. f. | Styphelioideae Tribo Styphelieae   |                                       |
| Anthopteropsis A.C.Sm.                                         | Apenas uma espécie, Anthopteropsis insignis A.C.Sm., na região central do Panamá | Vaccinioideae Tribo Vaccinieae     |                                       |
| Anthopterus Hook.                                              | Cerca de 12 espécies, na região Neotropical | Vaccinioideae Tribo Vaccinieae     | Anthopterus wardii                    |
| Arbutus L.                                                     | Cerca de 10 espécies, na América do Norte, Europa Ocidental e Bacia do Mediterrâneo                                                                                                   | Arbutoideae Tribo Arbuteae         | Arbutus unedo                         |
| Archeria Hook. f.                                              | Com 7 espécies, na Austrália e Nova Zelândia | Styphelioideae Tribo Archerieae    |                                       |
| Arctostaphylos Adans.)                                         | Com 50–65 espécies, cosmopolita | Arbutoideae Tribo Arbuteae         | Arctostaphylos pungens                |
| Astroloma R.Br.                                                | Cerca de 28 espécies, na Austrália | Styphelioideae Tribo Styphelieae   | Astroloma foliosum                    |
| Bejaria Mutis                                                  | Cerca de 15 espécies, nas Américas | Ericoideae Tribo Bejarieae         | Bejaria imthurnii                     |
| Brachyloma Sond.                                               | Com 7 espécies, na Austrália | Styphelioideae Tribo Styphelieae   | Brachyloma daphnoides                 |
| Bryanthus J.G.Gmel.                                            | Apenas uma espécie, Bryanthus gmelinii D.Don, no Japão e Kamtschatka | Ericoideae Tribo Bejarieae         | Bryanthus gmelinii                    |
| Budawangia I.Telford                                           | Apenas uma espécie, Budawangia gnidioides (Summerh.) I.Telford, na Austrália | Styphelioideae Tribo Epacrideae    |                                       |
| Calluna Salisb.                                                | Apenas uma espécie, Calluna vulgaris (L.) Hull, com distribuição natural na Europa e Ásia Menor e naturalizada na América do Norte                                                    | Ericoideae Tribo Ericeae           | Calluna vulgaris                      |
| Cassiope D.Don                                                 | Cerca de 17 espécies, circumboreal, desde a China e região dos Himalaias, ao Japão, Rússia e oeste da América do Norte                                                                | Cassiopoideae                      | Cassiope mertensiana                  |
| Cavendishia Lindl.                                             | Cerca de 150 espécies, na região Neotropical | Vaccinioideae Tribo Vaccinieae     | Cavendishia allenii                   |
| Ceratiola Michx.                                               | Com Apenas uma espécie, Ceratiola ericoides Michx., nos Estados Unidos | Ericoideae Tribo Empetreae         | Ceratiola ericoides                   |
| Ceratostema Juss.                                              | Cerca de 33 espécies, na América do Sul | Vaccinioideae Tribo Vaccinieae     | Ceratostema alatum                    |
| Chamaedaphne Moench                                            | Apenas uma espécie, Chamaedaphne calyculata (L.) Moench, na China, norte do Japão, Mongólia, nos Estados Unidos, Sibéria, noroeste da Europa e América do Norte                       | Vaccinioideae Tribo Gaultherieae   | Chamaedaphne calyculata               |
| Cheilotheca Hook. f.                                           | Com 2 espécies, nativas da região entre o Assam e o oeste da Malésia | Monotropoideae Tribo Monotropeae   |                                       |
| Chimaphila Pursh                                               | Com 5 espécies, no Butão, China, Japão, Coreia, Rússia, Europa, América do Norte e México                                                                                             | Monotropoideae Tribo Pyroleae      | Chimaphila umbellata subsp. umbellata |
| Choristemon H.B.Will.                                          | Apenas uma espécie, Choristemon humilis H.B. Will., com distribuição natural na Austrália                                                                                             | Styphelioideae                     |                                       |
| Coleanthera Stschegl.                                          | Com 3 espécies, no oeste da Austrália | Styphelioideae Tribo Styphelieae   |                                       |
| Comarostaphylis Zucc.                                          | Com 10 espécies, nativas no México | Arbutoideae                        | Comarostaphylis arbutoides            |
| Conostephium Benth.                                            | Com 6 espécies, nativas no sul da Austrália | Styphelioideae Tribo Styphelieae   |                                       |
| Corema D.Don                                                   | Com 2 espécies, uma na Europa e outra na América do Norte | Ericoideae Tribo Empetreae         | Corema album                          |
| Cosmelia R.Br.                                                 | Apenas uma espécie, Cosmelia rubra R.Br., no sudoeste da Austrália | Styphelioideae Tribo Cosmelieae    |                                       |
| Costera J.J.Sm.                                                | Com cerca de 9 espécies, nativas do oeste da Malésia | Vaccinioideae Tribo Vaccinieae     |                                       |
| Craibiodendron W.W.Sm.                                         | Com 5 espécies, no Cambodja, China, Índia, Laos, Myanmar, Tailândia e Vietname | Vaccinioideae Tribo Lyonieae       | Craibiodendron yunnanense             |
| Croninia J.M.Powell                                            | Apenas uma espécie, Croninia kingiana (F. Muell.) J. Powell, na Austrália Ocidental                                                                                                   | Styphelioideae Tribo Styphelieae   |                                       |
| Cyathodes Labill.                                              | Com 3 espécies, nativas na Tasmânia | Styphelioideae Tribo Styphelieae   | Cyathodes petiolaris                  |
| Cyathopsis Brongn. & Gris                                      | Apenas uma espécie, Cyathopsis floribunda Brongn. & Gris, na Nova Caledónia | Styphelioideae Tribo Styphelieae   |                                       |
| Daboecia D.Don                                                 | Com apenas 2 espécies, nativas da Irlanda até à Espanha e aos Açores | Ericoideae Tribo Ericeae           | Daboecia cantabrica                   |
| Decatoca F.Muell.                                              | Apenas uma espécie, Decatoca spenceri F. Muell., na Nova Guiné | Styphelioideae Tribo Styphelieae   |                                       |
| Demosthenesia A.C.Sm.                                          | Cerca de 11 espécies, na América do Sul | Vaccinioideae Tribo Vaccinieae     |                                       |
| Didonica Luteyn & Wilbur                                       | Com 4 espécies, na América Central | Vaccinioideae Tribo Vaccinieae     |                                       |
| Dimorphanthera (F.Muell. ex Drude) F.Muell.                    | Com cerca de 75 espécies, nativas na Malésia, especialmente na Nova Guiné | Vaccinioideae Tribo Vaccinieae     | Dimorphanthera amoena                 |
| Diogenesia Sleumer                                             | Cerca de 13 espécies, na América do Sul | Vaccinioideae Tribo Vaccinieae     | Diogenesia boliviana                  |
| Diplycosia Blume                                               | Com cerca de 111 espécies, cosmopolita | Vaccinioideae Tribo Gaultherieae   |                                       |
| Disterigma (Klotzsch) Nied.                                    | Com 35–40 espécies, na região Neotropical | Vaccinioideae Tribo Vaccinieae     |                                       |
| Dracophyllum Labill.                                           | Com cerca de 48 espécies, na Austrália, Nova Caledónia e principalmente na Nova Zelândia                                                                                              | Styphelioideae Tribo Richeeae      | Dracophyllum secundum                 |
| Elliottia Muhl. ex Elliott                                     | Com 4 espécies, nativas no Japão, América do Norte e Alasca | Ericoideae Tribo Phyllodoceae      | Elliottia pyroliflora                 |
| Empetrum L.                                                    | Com 3–18 espécies, com distribuição disjunta na América do Norte, sul da América do Sul, norte da Eurásia, e nas ilhas do Atlântico Sul; circumboreal, subarctica, alpina, bipolar    | Ericoideae Tribo Empetreae         | Empetrum nigrum                       |
| Enkianthus Lour.                                               | Cerca de 12 espécies, desde o leste dos Himalaias, pela China ao Japão e Indochina | Enkianthoideae                     | Enkianthus perulatus                  |
| Epacris Cav.                                                   | Com cerca de 40 espécies, na Austrália Nova Zelândia e Nova Caledónia | Styphelioideae Tribo Epacrideae    | Forma de rosada de Epacris impressa   |
| Epigaea L.                                                     | Com 3 espécies, uma no Japão, uma no Próximo Oriente e outra no leste da América do Norte                                                                                             | Ericoideae Tribo Phyllodoceae      | Epigaea asiatica                      |
| Erica L. (sin.: Bruckenthalia Rchb., Philippia Klotzsch)       | Com cerca de 860 espécies, nativas principalmente no sul da África, mas também nas montanhas da África tropical, em Madagáscar, na região do Mediterrâneo, na Macaronésia e na Europa | Ericoideae Tribo Ericeae           | Erica scabriuscula no seu habitat     |
| ×Gaulnettya Marchant                                           | Género híbrido de Gaultheria × Pernettya | Vaccinioideae Tribo Gaultherieae   |                                       |
| Gaultheria L.                                                  | Cerca de 115 espécies, no leste e sul da Ásia, sueste da Austrália, Tasmânia, ilhas do Pacífico (Nova Zelândia), América do Norte e América do Sul                                    | Vaccinioideae Tribo Gaultherieae   | Gaultheria miqueliana                 |
| Gaylussacia Kunth                                              | Cerca de 50 espécies, na região Neotropical | Vaccinioideae Tribo Vaccinieae     | Gaylussacia brachycera                |
| Gonocalyx Planch. & Linden                                     | Cerca de 9 espécies, na América Central e ilhas das Caraíbas | Vaccinioideae Tribo Vaccinieae     |                                       |
| Harrimanella Coville                                           | Com 2 espécies, nas regiões árcticas e subárcticas | Harrimanelloideae                  | Harrimanella hypnoides                |
| Hemitomes A.Gray                                               | Apenas uma espécie, Hemitomes congestum A. Gray, no oeste dos Estados Unidos | Monotropoideae Tribo Monotropeae   | Hemitomes congestum                   |
| Kalmia L.                                                      | Com 7 espécies, nas Américas | Ericoideae Tribo Phyllodoceae      | Kalmia latifolia v. 'Olympic Wedding' |
| Kalmiopsis Rehder                                              | Apenas uma espécie, Kalmiopsis leachiana (L. Henderson) Rehder, endémica no Oregon | Ericoideae Tribo Phyllodoceae      | Kalmiopsis leachiana                  |
| Lebetanthus Endl.                                              | Apenas uma espécie, Lebetanthus myrsinites (Lam.) Dusén, no sul da América do Sul | Styphelioideae Tribo Prionoteae    |                                       |
| Ledothamnus Meisn.                                             | Com 7 espécies nas terras altas das Guianas | Ericoideae Tribo Bejarieae         | Ledfothamnus sessilifolius            |
| Leptecophylla C.M.Weiller                                      | Com cerca de 13 espécies, nativas desde a Nova Guiné, Austrália e Nova Zelândia até ao Hawaii                                                                                         | Styphelioideae Tribo Styphelieae   | Leptecophylla juniperina              |
| Leucopogon R.Br.                                               | Com cerca de 23 espécies, da Malésia e Austrália à Nova Caledónia | Styphelioideae Tribo Styphelieae   | Leucopogon verticillatus              |
| Leucothoe D.Don                                                | Cerca de 6 espécies, no leste da Ásia e no sueste dos Estados Unidos | Vaccinioideae Tribo Gaultherieae   | Leucothoe fontanesiana                |
| Lissanthe R.Br.                                                | Com 9 espécie,s nativas na Austrália | Styphelioideae Tribo Styphelieae   | Lissanthe strigosa subsp. subulata    |
| Loiseleuria Desv.                                              | Apenas uma espécie, Loiseleuria procumbens (L.) Desv., na Europa, Ásia e América do Norte                                                                                             | Ericoideae Tribo Phyllodoceae      | Loiseleuria procumbens                |
| Lyonia Nutt.                                                   | Cerca de 36 espécies, no leste da Ásia e na América do Norte | Vaccinioideae Tribo Lyonieae       | Lyonia ovalifolia                     |
| Lysinema R.Br.                                                 | Com cerca de 5 espécies, nativas no sudoeste da Austrália | Styphelioideae Tribo Epacrideae    |                                       |
| Macleania Hook.                                                | Cerca de 38 espécies, na América do Sul | Vaccinioideae Tribo Vaccinieae     | Macleania rupestris                   |
| Malea Lundell                                                  | Apenas uma espécie, Malea pilosa Lundell, com distribuição natural no México |                                    |                                       |
| Melichrus R.Br.                                                | Com 4 espécies, nativas na Austrália | Styphelioideae Tribo Styphelieae   | Melichrus urceolatus                  |
| Mitrastylus Alm & T.C.E.Fr.                                    | Com 1-2 espécies, nativas em Madagáscar | Ericoideae Tribo Ericeae           |                                       |
| Moneses Salisb. ex Gray                                        | Com 1-2 espécies, na Eurásia e América do Norte | Monotropoideae Tribo Pyroleae      | Moneses uniflora                      |
| Monotoca R.Br.                                                 | Com cerca de 17 espécies, nativas na Austrália | Styphelioideae Tribo Styphelieae   |                                       |
| Monotropa L.                                                   | Com 2 espécies, nas regiões frias a temperadas, principalmente do Hemisfério Norte, mas também na América do Sul                                                                      | Monotropoideae Tribo Monotropeae   | Monotropa hypopitys                   |
| Monotropastrum Andres                                          | Com 2 espécies, no Butão China, Índia, Indonésia (Sumatra), Japão (principalmente nas ilhas Ryūkyū), Coreia, Laos, Myanmar, Nepal, Sacalina, Sikkim, Tailândia e Vietname             | Monotropoideae Tribo Monotropeae   | Monotropastrum humile                 |
| Monotropsis Schwein. ex Elliott                                | Apenas uma espécie, Monotropsis odorata Schwein., no sueste dos Estados Unidos | Monotropoideae Tribo Monotropeae   | Monotropsis odorata                   |
| Mycerinus A.C.Sm.                                              | Com 3 espécies, nas terras altas das Guianas | Vaccinioideae Tribo Vaccinieae     |                                       |
| Needhamiella L. Watson                                         | Apenas uma espécie, Needhamiella pumilio (R. Br.) L. Watson, no sudoeste da Austrália                                                                                                 | Styphelioideae Tribo Oligarrheneae |                                       |
| Notopora Hook. f.                                              | Com 5 espécies, nas terras altas das Guianas | Vaccinioideae Tribo Vaccinieae     |                                       |
| Oligarrhena R.Br.                                              | Apenas uma espécie, Oligarrhena micrantha R. Br., com distribuição natural na Austrália                                                                                               | Styphelioideae Tribo Oligarrheneae |                                       |
| Oreanthes Benth.                                               | Com 7 espécies, nas regiões montanhosas da América do Sul | Vaccinioideae Tribo Vaccinieae     |                                       |
| Ornithostaphylos Small                                         | Apenas uma espécie, Ornithostaphylos oppositifolia (C. Parry) Small, no sul da Califórnia e na Baja California                                                                        | Arbutoideae                        |                                       |
| Orthaea Klotzsch                                               | Cerca de 32 espécies, na região Neotropical | Vaccinioideae Tribo Vaccinieae     |                                       |
| Orthilia Raf.                                                  | Com 1-2 espécies, circumboreal | Monotropoideae Tribo Pyroleae      | Orthilia secunda                      |
| Oxydendrum DC.                                                 | Apenas uma espécie, Oxydendrum arboreum (L.) DC., nativa dos Estados Unidos | Vaccinioideae Tribo Oxydendreae    | Oxydendron arboreum                   |
| Pellegrinia Sleumer                                            | Com 5 espécies, na região central do Peru | Vaccinioideae Tribo Vaccinieae     |                                       |
| Pentachondra R.Br.                                             | Com cerca de 4 espécies, nativas na Austrália do Sul e Nova Zelândia | Styphelioideae Tribo Styphelieae   |                                       |
| Pernettya Gaudich.                                             | Cerca de 14 espécies | Vaccinioideae Tribo Gaultherieae   | Pernettya mucronata                   |
| Pernettyopsis King & Gamble                                    | Com até 4 espécies | Vaccinioideae Tribo Gaultherieae   |                                       |
| Phyllodoce Salisb.                                             | Cerca de 7 espécies, com ampla distribuição nas regiões temperadas do Hemisfério Norte                                                                                                | Ericoideae Tribo Phyllodoceae      | Phyllodoce empetriformis              |
| Pieris D.Don                                                   | Cerca de 7 espécies, com distribuição disjunta (Leste da Ásia e América do Norte | Vaccinioideae Tribo Lyonieae       | Pieris japonica 'Mountain Fire'       |
| Pityopus Small                                                 | Apenas uma espécie, Pityopus californica (Eastw.) H. Copel., no oeste da América do Norte                                                                                             | Monotropoideae Tribo Monotropeae   |                                       |
| Planocarpa C.M.Weiller                                         | Com 3 espécies nativas na Tasmânia | Styphelioideae Tribo Styphelieae   |                                       |
| Pleuricospora A.Gray                                           | Apenas uma espécie, Pleuricospora fimbriolata A.Gray com distribuição natural no oeste da América do Norte                                                                            | Monotropoideae Tribo Monotropeae   | Pleuricospora fimbriolata             |
| Plutarchia A.C.Sm.                                             | Cerca de 10 espécies nas regiões altas da América do Sul | Vaccinioideae Tribo Vaccinieae     |                                       |
| Polyclita A.C.Sm.                                              | Apenas uma espécie, Polyclita turbinata (O.Ktze.) A.C.Sm., no norte da Bolívia | Vaccinioideae Tribo Vaccinieae     |                                       |
| Prionotes R.Br.                                                | Apenas uma espécie, Prionotes cerinthoides R.Br., com distribuição natural na Tasmânia                                                                                                | Styphelioideae Tribo Prionoteae    |                                       |
| Psammisia Klotzsch                                             | Cerca de 70 espécies, na América do Sul | Vaccinioideae Tribo Vaccinieae     |                                       |
| Pterospora Nutt.                                               | Apenas uma espécie, Pterospora andromedea Nutt., com distribuição natural no oeste da América do Norte                                                                                | Monotropoideae Tribo Pterosporeae  | Pterospora andromedea                 |
| Pyrola L.                                                      | Com 20–40 espécies, maioritariamente no Hemisfério Norte | Monotropoideae Tribo Pyroleae      | Pyrola grandiflora                    |
| Rhododendron L.                                                | Desde 2011 incluindo Diplarche Hook. f. & Thomson e Menziesia Sm., com cerca de 850–1000 espécies, na Eurásia e América do Norte                                                      | Ericoideae Tribo Rhodoreae         | Rhododendron concinnum                |
| Rhodothamnus Rchb.                                             | Com apenas 2 espécies nos Alpes Orientais e no nordeste da Turquia, entre as quais Rhodothamnus chamaecistus                                                                          | Ericoideae Tribo Phyllodoceae      | Rhodothamnus chamaecistus             |
| Richea R.Br.                                                   | Com 11 espécies, nativas no sueste da Austrália | Styphelioideae Tribo Richeeae      | Richea scoparia                       |
| Rupicola Maiden & Betche                                       | Com cerca de 5 espécies | Styphelioideae Tribo Epacrideae    |                                       |
| Rusbya Britton                                                 | Apenas uma espécie, Rusbya taxifolia Britton no norte da Bolívia | Vaccinioideae Tribo Vaccinieae     |                                       |
| Sarcodes Torr.                                                 | Apenas uma espécie, Sarcodes sanguinea Torr. no oeste dos EUA e no México | Monotropoideae Tribo Pterosporeae  | Sarcodes sanguinea                    |
| Satyria Klotzsch                                               | Cerca de 23 espécies na região Neotropical | Vaccinioideae Tribo Vaccinieae     | Satyria warszewiczii                  |
| Semiramisia Klotzsch                                           | Com 4 espécies nas regiões montanhosas da América do Sul | Vaccinioideae Tribo Vaccinieae     |                                       |
| Siphonandra Klotzsch                                           | Com3 espécies na América do Sul | Vaccinioideae Tribo Vaccinieae     |                                       |
| Sphenotoma (R.Br.) Sweet                                       | Com 6 espécies nativas no sudoeste da Austrália | Styphelioideae Tribo Richeeae      |                                       |
| Sphyrospermum Poepp. & Endl.                                   | Cerca de 21 espécies na região Neotropical | Vaccinioideae Tribo Vaccinieae     | Sphyrospermum cordifolium             |
| Sprengelia Sm.                                                 | Com 5 espécies, 4 na Austrália e uma na Nova Zelândia | Styphelioideae Tribo Cosmelieae    | Sprengelia incarnata                  |
| Styphelia Sol. ex Sm.                                          | Com 15 espécies, nativas no sul da Austrália | Styphelioideae Tribo Styphelieae   | Styphelia tameiameiae                 |
| Symphysia C.Presl                                              | Com 15 espécies, nativas na América Central | Vaccinioideae Tribo Vaccinieae     |                                       |
| Tepuia Camp                                                    | Com 7 espécies nas terras altas das Guianas | Vaccinioideae Tribo Gaultherieae   |                                       |
| Themistoclesia Klotzsch                                        | Cerca de 25 espécies na América do Sul | Vaccinioideae Tribo Vaccinieae     |                                       |
| Therorhodion (Maxim.) Small                                    | Com 2 espécies, no noroeste da Ásia e no oeste do Alasca | Ericoideae Tribo Rhodoreae         | Therorhodion camtschaticum            |
| Thibaudia Ruiz & Pav. ex J.St.-Hil. (sin.: Calopteryx A.C.Sm.) | Cerca de 60 espécies, na América do Sul | Vaccinioideae Tribo Vaccinieae     | Thibaudia sp.                         |
| Trochocarpa R.Br.                                              | Cerca de 12 espécies, na Malésia e no leste da Austrália | Styphelioideae Tribo Styphelieae   | Trochocarpa laurina                   |
| Utleya Wilbur & Luteyn                                         | Apenas uma espécie, Utleya costaricensis Wilbur & Luteyn, na região central da Costa Rica                                                                                             | Vaccinioideae Tribo Vaccinieae     |                                       |
| Vaccinium L.                                                   | Cerca de 100–300 espécies, com ampla distribuição, mas com centro de diversidade no Hemisfério Norte                                                                                  | Vaccinioideae Tribo Vaccinieae     | Flores de Vaccinium ashei ‘Homebell’  |
| Woollsia F.Muell.                                              | Apenas uma espécie, Woollsia pungens (Cav.) F.Muell. com distribuição natural no nordeste da Austrália.                                                                               | Styphelioideae Tribo Epacrideae    | Woollsia pungens                      |
| Xylococcus Nutt.                                               | Apenas uma espécie, Xylococcus bicolor Nutt. | Arbutoideae Tribo Arbuteae         | Xylococcus bicolor                    |
| Zenobia D.Don                                                  | Apenas uma espécie, Zenobia pulverulenta (Willd.) Pollard com distribuição natural no sudoeste dos Estados Unidos                                                                     | Vaccinioideae Tribo Andromedeae    | Zenobia pulverulenta                  |

### Lista de subfamílias e géneros
Subfamílias
- Enkianthoideae
- Pyroloideae
- Monotropoideae
- Arbutoideae
- Cassiopoideae
- Ericoideae
- Harrimanelloideae
- Styphelioideae
- Vaccinioideae

Géneros
- Acrostemon
- Acrotriche
- Agapetes
- Agarista
- Allotropa
- Andersonia
- Andromeda
- Anomalanthus
- Anthopteropsis
- Anthopterus
- Arachnocalyx
- Arbutus
- Arctostaphylos
- Astroloma
- Bejaria
- Brachyloma
- Bruckenthalia
- Bryanthus
- Calluna
- Calopteryx
- Cassiope
- Cavendishia
- Ceratiola
- Ceratostema
- Chamaedaphne
- Chimaphila
- Coccosperma
- Coilostigma
- Comarostaphylis
- Conostephium
- Corema
- Costera
- Craibiodendron
- Cyathodes
- Daboecia
- Demosthenesia
- Didonica
- Dimorphanthera
- Diogenesia
- Diplarche
- Diplycosia
- Disterigma
- Dracophyllum
- Empetrum
- Epacris
- Epigaea
- Eremia
- Eremiella
- Erica
- Findlaya
- Gaultheria
- Gaylussacia
- Gonocalyx
- Grisebachia
- Harrimanella
- Hemitomes
- Kalmia
- Kalmiopsis
- Killipiella
- Lateropora
- Ledothamnus
- Ledum
- Leiophyllum
- Leucopogon
- Leucothoe
- Loiseleuria
- Lyonia
- Macleana
- Macnabia
- Malea
- Menziesia
- Mitrastylus
- Moneses
- Monotropa
- Monotropsis
- Mycerinus
- Nagelocarpus
- Notopora
- Oreanthes
- Ornithostaphylos
- Orthaea
- Orthilia
- Oxydendrum
- Pellegrinia
- Pentachondra
- Pernettyopsis
- Phyllodoce
- Pieris
- Pityopus
- Platycalyx
- Pleuricospora
- Plutarchia
- Polyclita
- Prionotes
- Psammisia
- Pterospora
- Pyrola
- Rhododendron
- Rhodothamnus
- Richea
- Rusbya
- Salaxis
- Sarcodes
- Satyria
- Scyphogyne
- Semiramisia
- Simocheilus
- Siphonandra
- Sphyrospermum
- Stokoeanthus
- Styphelia
- Sympieza
- Syndsmanthus
- Tepuia
- Thamnus
- Themistoclesia
- Therorhodion
- Thibaudia
- Thoracosperma
- Trochocarpa
- Tsusiophyllum
- Utleya
- Vaccinium
- Xylococcus
- Zenobia